# Liste de racines grecques (lettre N)
Pour un article plus général, voir Racine grecque.
| Racine                                                  | Origine grecque | Sens | Exemples de mots comportant la racine |  |
| ------------------------------------------------------- | --- | --- | --- |  |
| na-                                                     | νάφθα (náphtha) | Naphte | voir napht- |  |
| -nabla-                                                 | νάβλα (nábla) | Harpe | Nabla (opérateur {\displaystyle \nabla }), Nablater, Dénablater |  |
| naï-                                                    | νάω (náô) → ναῦς (naũs) ; ναύτης (naútês) ; ναυσία (nausía) ; ναυτικός (nautikós) ; ναυτίλος (nautílos) ; ναιάς (naiás) | S'écouler, ruisseler, déborder → navire ; marin, matelot ; nausée ; nautique, naval ; marin, matelot, nautile ; naïade (divinité des cours d'eau)               | voir nau- |  |
| nain                                                    | νᾶνος (nãnos), νάννος (nánnos)                                                                                          | Nain | voir nan- |  |
| nan-, nani-, nano- ; nanno- ; nain                      | νᾶνος (nãnos), νάννος (nánnos)                                                                                          | Nain | Nanifier, Nanisme, nano, Nanofarad, Nanofossile, Nanomatériau, Nanomètre, Nanorana, Nanoseconde, Nanotechnologie ; Nannocharax, Nannocheliferoides, Nannoconus, Nannofossile, Nannopetersius, Nannophrys, Nannoplancton, Nannopsittaca, Nannopterum, Nannorrhops, Nannosciurus, Nannospalax, Nannostome ; Nain |  |
| nani-, nanno-, nano-                                    | νᾶνος (nãnos), νάννος (nánnos)                                                                                          | Nain | voir nan- |  |
| -nao- ; néo-2                                           | ναός (naós), νεώς(forme attique)(néốs)                                                                                  | Temple | Naos, Pronaos ; Néocore |  |
| napht- ; -phtal- ; na-                                  | νάφθα (náphtha) | Naphte | Naphta, Naphtacène, Naphtaline, Naphte, Naphtol, Naphtyle ; Phtalate, Phtaléine, Glycérophtalique, Phénolphtaléine ; Napalm |  |
| narc-, narco-                                           | νάρκη (nárkê) | Engourdissement, torpeur | Narcéine, Narcolepsie, Narcose, Narcothérapie, Narcotine, Narcotique, Narcotrafic |  |
| narcis-                                                 | νάρκισσος (nárkissos)                                                                                                   | narcisse (fleur) | Narcisse1, Narcisse2, Narcissisme |  |
| narco-                                                  | νάρκη (nárkê) | Engourdissement, torpeur | voir narc- |  |
| -nastes                                                 | νάστης (nástès) | Habitant | Anconastes |  |
| nau-, -naut- ; naï-                                     | νάω (náô) → ναῦς (naũs) ; ναύτης (naútês) ; ναυσία (nausía) ; ναυτικός (nautikós) ; ναυτίλος (nautílos) ; ναιάς (naiás) | S'écouler, ruisseler, déborder → navire ; marin, matelot ; nausée ; nautique, naval ; marin, matelot, nautile ; naïade (divinité des cours d'eau)               | Nauclée, Naucore, Naumachie, Naupathie, Nauplius, Nausée, Nauséeux, Nautile, Nautique, Nautisme, Nautonier, Argonaute, Astronaute, Cosmonaute, Cybernaute, Internaute, Motonautisme, Spationaute ; Naïade, Naïas, Naiadacée                                                                                    |  |
| -naut-                                                  | νάω (náô) → ναῦς (naũs) ; ναύτης (naútês) ; ναυσία (nausía) ; ναυτικός (nautikós) ; ναυτίλος (nautílos) ; ναιάς (naiás) | S'écouler, ruisseler, déborder → navire ; marin, matelot ; nausée ; nautique, naval ; marin, matelot, nautile ; naïade (divinité des cours d'eau)               | voir nau- |  |
| -nax                                                    | ἄναξ (ánax) | Maître, chef tout-puissant, roi, seigneur | voir -anax- |  |
| -nécro-                                                 | νεκρός (nekrós) | Mort | Nécrobie, Nécrobiome, Nécrologie, Nécromancie, Nécronyme, Nécrophage, Nécrophilie, Nécropole, Nécropsie, Nécrose, Myonécrose, Ostéonécrose |  |
| necta(i)r-                                              | νέκταρ (néktar) | Boisson des dieux, nectar | Nectaire1, Nectaire2, Nectar, Nectarine |  |
| necte-, necto-                                          | νέω (néô) → νηκτός (nêktós)                                                                                             | Nager → qui nage | Necton, Nectophryne, Chironecte, Eunecte, Notonecte, Pleuronecte, Typhlonecte |  |
| necto-                                                  | νέω (néô) → νηκτός (nêktós)                                                                                             | Nager → qui nage | voir necte- |  |
| ném-, -nème, -nema, -néma, némat-                       | νῆμα (nễma) | Fil (de trame ou d'araignée) | Hyalonema, Némathelminthe, Nématicide, Nématocyste, Nématode, Polynème, Protonema, Tréponème |  |
| némat-                                                  | νῆμα (nễma) | Fil (de trame ou d'araignée) | voir ném- |  |
| -nème, -nema, -néma                                     | νῆμα (nễma) | Fil (de trame ou d'araignée) | voir ném- |  |
| néo-1                                                   | νεός (néos) | Nouveau | Néocomien, Néocortex, Néodyme, Néolithique, Néologisme, Néoménie, Néomycine, Néon, Néonatal, Néonazi, Néophyte, Néoprène, Néoténie, Néozoïque, Néo-Zélandais |  |
| néo-2                                                   | ναός (naós), νεώς(forme attique)(néốs)                                                                                  | Temple | voir -nao- |  |
| népenth-                                                | νηπενθής (nêpenthếs) | (Qui dissipe la) douleur (ou le) chagrin | Népenthès, népenthès (de) |  |
| -nèphe                                                  | νέφος(néphos) ; νεφέλη(nephélê) ; νεφέλιον (nephélion)                                                                  | Nuage ; nuage, nuée ; petit nuage, petite tache sur l'œil | voir néphél- |  |
| néphél- ; -nèphe                                        | νέφος(néphos) ; νεφέλη(nephélê) ; νεφέλιον (nephélion)                                                                  | Nuage ; nuage, nuée ; petit nuage, petite tache sur l'œil | Néphélectomètre, Néphéline, Néphélinite, Néphélion, Néphéloïde, Néphélométrie ; Isonèphe ; voir aussi ombr(o)- |  |
| néphr(o)-                                               | νεφρός (nephrós) | Rein | Néphrectomie, Néphrétique, Néphrite, Néphrologie, Épinéphrine, Hépatonéphrite, Pyélonéphrite |  |
| neri-                                                   | Νήριον (Nếrion) | Laurier-rose | voir néri-2 |  |
| néré-, néri-1                                           | Nηρεύς (Nêreús) → Νηρηΐς, -ΐδος (Nêreḯs, -ḯdos)                                                                         | (Dieu) Nérée → (nymphe) Néréide | Nérée, Néréide, Nérite1, Nérite2, Néritique |  |
| néri-2, neri-                                           | Νήριον (Nếrion) | Laurier-rose | Nérion, Nerium |  |
| -nès(i)e ; -nesia, -nésien                              | νῆσος (nêsos) | Île | Chersonèse, Dodécanèse, Indonésie, Mélanésie, Péloponnèse, Polynésie, Proconnèse ; Chersonesia, Indonésien, Mélanésien, Polynésien, Proconnésien, Micronésien |  |
| -nesia, -nésien                                         | νῆσος (nêsos) | Île | voir -nès(i)e |  |
| neur(o)- ; -névr(o)-                                    | νεῦρον (neũron) | Nerf, fibre, tendon | Neural, Neuroblastome, Neurochirurgie, Neuroleptique, Neurologie, Neurone, Neuropathie, Neuropsychiatrie, Neurosciences, Neurula, Meganeura ; Névralgie, Névropathe, Névrose, Aponévrose |  |
| -névr(o)-                                               | νεῦρον (neũron) | Nerf | voir neur(o)- |  |
| -nic-, Nice, nicé-                                      | νίκη (níkê) | Victoire | voir nico- |  |
| nico-, -nic-, Nice, nicé-, nici-, -nicet ; nick- ; Nik- | νίκη (níkê) | Victoire | Nicanor, Nice, Nicée, Nicéphore, Nicias, Nicodème, Nicolas, Nicomaque, Nicomède, Nicopolis, Nicostrate, Anicet, Andronicus ; Nickel ; Niké, Nikopol |  |
| -nicet                                                  | νίκη (níkê) | Victoire | voir nico- |  |
| nick-                                                   | νίκη (níkê) | Victoire | voir nico- |  |
| Nik-                                                    | νίκη (níkê) | Victoire | voir nico- |  |
| niob-                                                   | Nιόβη (Nióbê) | Niobé | Niobé, Niobium |  |
| -nitr(o)-                                               | νίτρον (nítron) | Nitre (alcali servant pour la lessive) | Nitrate, Nitre, Nitreux, Nitrile, Nitrique, Nitrocellulose, Nitrogénase, Nitroglycérine, Nitrone, Nitronium, Nitrophile, Nitrosamine, Nitrotoluène, Nitrure, Dinitrobenzène, Trinitrobenzène, Trinitrophénol, Trinitrotoluène                                                                                  |  |
| noé-, noè- ; -noïa, -noïde ; noo- ; nou-                | νοέω (noéô) → νόημα (nóêma) ; νόος (nóos) (ou) νοῦς (noũs) ; νοίδιον (noídion)                                          | Se mettre dans l'esprit, comprendre, méditer, penser → intelligence, réflexion ; pensée, esprit, intelligence, intention ; pensée                               | Noématachomètre, Noématique, Noème, Noémon, Noèse, Noétique ; Paranoïa, Paranoïde ; Nooanaleptique, Noologie, Noologique ; Noumène |  |
| -noïa, -noïde                                           | νοέω (noéô) → νόημα (nóêma) ; νόος (nóos) (ou) νοῦς (noũs) ; νοίδιον (noídion)                                          | Se mettre dans l'esprit, comprendre, méditer, penser → intelligence, réflexion ; pensée, esprit, intelligence, intention ; pensée                               | voir noé- |  |
| -nom-1, -nomie2                                         | νόμος (nómos) | Loi | Agronomie, Antinomique, Astronomie, Autonome, Autonomie, Deutéronome, Gastronomie, Géonomie, Métronome, Physionomie, Taxonomie |  |
| nom-2                                                   | νέμω(némô) → νομός(nomόs)                                                                                               | Distribuer, partager, attribuer, faire paître, occuper, administrer → Portion de territoire, province, district, région                                         | Nome |  |
| nomad-, numid-                                          | νέμω(némô) → νομάς, -άδος(nomás, -ádos) ; νομαδικός (nomadikós) ; Nομαδικός (Nomadikós)                                 | Distribuer, partager, attribuer, faire paître, occuper, administrer → qui paît, qui pâture, qui change de pâturage ; nomade, relatif aux nomades ; de Numidie   | Nomade, Nomadisme, Numides, Numidie |  |
| -nomie1                                                 | γιγνώσκω (gignốskô) → γνῶσις (gnỗsis) ; γνώμη (gnốmê)                                                                   | Apprendre à connaître, comprendre, reconnaître, décider, juger → connaissance, reconnaissance ; faculté de connaître, intelligence, jugement, opinion, sentence | voir -gnos- |  |
| -nomie2                                                 | νόμος (nómos) | Usage, coutume, opinion, maxime, loi, mode musical | voir -nom-1 |  |
| noo-                                                    | νοέω (noéô) → νόημα (nóêma) ; νόος (nóos) (ou) νοῦς (noũs) ; νοίδιον (noídion)                                          | Se mettre dans l'esprit, comprendre, méditer, penser → intelligence, réflexion ; pensée, esprit, intelligence, intention ; pensée                               | voir noé- |  |
| noso-, -nose                                            | νόσος (nósos) | Maladie | Nosocomial, Nosoconiose, Nosographie, Nosologie, Nosophobie ; Amphixénose, Hémizoonose, Holozoonose, Zooanthroponose, Zoonose |  |
| nost-                                                   | νόστος (nóstos) | Retour | Nostalgie |  |
| -nostic                                                 | γιγνώσκω (gignốskô) → γνῶσις (gnỗsis) ; γνώμη (gnốmê)                                                                   | Apprendre à connaître, comprendre, reconnaître, décider, juger → connaissance, reconnaissance ; faculté de connaître, intelligence, jugement, opinion, sentence | voir -gnos- |  |
| -not-1, -note, noto-                                    | νῶτος (nỗtos) | Dos, surface convexe (de la mer) | Notacanthe, Notalgie, Notencéphale, Notobranche, Notochorde, Notodonte, Notomèle, Notonecte, Notopode, Notoptère, Notorrhize, Notostraca, Actinote, Aptéronote, Gymnote, Sémanote |  |
| not-2                                                   | νότος (nótos) | Vent du Sud, sud | Notornis |  |
| -note, noto-                                            | νῶτος (nỗtos) | Dos, surface convexe (de la mer) | voir -not-1 |  |
| notho-                                                  | νόθος (nóthos) | Bâtard | Nothofagus, Notholaena, Nothoprocta, Nothosaurus |  |
| nou-                                                    | νοέω (noéô) → νόημα (nóêma) ; νόος (nóos) (ou) νοῦς (noũs) ; νοίδιον (noídion)                                          | Se mettre dans l'esprit, comprendre, méditer, penser → intelligence, réflexion ; pensée, esprit, intelligence, intention ; pensée                               | voir noé- |  |
| nu-                                                     | νῦ (nũ) | Lettre grecque nu (ν, N) | Nu1, Nu2 |  |
| numid-                                                  | νέμω(némô) → νομάς, -άδος (nomás, -ádos) ; νομαδικός (nomadikós) ; Nομαδικός (Nomadikós)                                | Distribuer, partager, attribuer, faire paître, occuper, administrer → qui paît, qui pâture, qui change de pâturage ; nomade, relatif aux nomades ; de Numidie   | voir nomad- |  |
| -nyct(o)-                                               | νύξ, -κτός (núx, -któs)                                                                                                 | Nuit | Nyctage, Nyctale, Nyctalopie, Nyctanthe, Nyctère, Nyctéribies, Nycthémère, Nyctibius, Nycticèbe, Nycticorax, Nyctinastie, Nyctobate, Nyctophile, Nyctophobie, Nyctophylax, Nyctostratège, Nyctotyphlase, Nycturie, Acronycte                                                                                   |  |
| nymph(o)- ; -lymph(o)-                                  | νύμφη(númphê) ; λύμφη(lumphê)                                                                                           | Celle qui est recouverte d'un voile, fiancée, nymphe (divinité de la nature) ; source, eau transparente                                                         | Nymphaea, Nymphe, Nymphette, Nymphomanie, Nymphose ; Lymphangite, Lymphatique, Lymphe, Lymphocyte, Lymphome, Lymphogranulomatose, Hémolymphe |  |
| nystagm-                                                | νυστάζω (nustázô) → νυσταγμός (nustagmós)                                                                               | Laisser tomber sa tête, s'endormir → assoupissement | Nystagmus |  |